# Oxpantla
Oxpantla är en ort i Mexiko.   Den ligger i kommunen Atlapexco och delstaten Hidalgo, i den sydöstra delen av landet, 190 km norr om huvudstaden Mexico City. Oxpantla ligger 248 meter över havet och antalet invånare är 185.
Terrängen runt Oxpantla är kuperad. Runt Oxpantla är det ganska tätbefolkat, med 96 invånare per kvadratkilometer. Närmaste större samhälle är Huejutla de Reyes, 12,1 km norr om Oxpantla. I omgivningarna runt Oxpantla växer i huvudsak städsegrön lövskog.